# Щукин, Виктор Николаевич
Виктор Николаевич Щукин (14 апреля 1928, Балахтинский район, Сибирский край — 6 января 2011, Москва) — новосибирский экономист, профессор, ректор Новосибирского института народного хозяйства.

## Биография
Виктор Щукин родился 14 апреля 1928 года в селе Усть-Дербино (ныне — Красноярского края).
С 1946 по 1951 г. учился в Ленинградском политехническом институте на факультете «Экономика и организация машиностроительной промышленности». В 1952 году поступил в аспирантуру, которую закончил в 1956 году. С 1964 начал работать в Институте экономики СО АН СССР. В 1974 году назначен ректором НИНХа, защитил докторскую диссертацию. Через два года получил звания профессора.

## Награды и почетные звания
- Благодарность Министерства высшего и среднего специального образования.